# Allée couverte des Bonnes Dames
L'allée couverte des Bonnes Dames est un monument mégalithique composé d'une trentaine de blocs de pierre, de tailles très diverses, situé à Saint-Thomas-de-Courceriers en Mayenne. 

## Historique
Le monument a été découvert au début des années 1970 par M. L. Avignon. Il a été inscrit au titre des monuments historiques par arrêté du 14 juin 1988.

## Description
Le monument se situe à proximité du lieu-dit La Haute Sorie, à environ 2 kilomètres au sud-ouest du bourg de Saint-Thomas-de-Courceriers. Il est implanté dans un champ privé, en bordure de taillis mais visible de la route.
L'allée couverte est orientée ouest-est.  Elle mesure environ 7 mètres de long sur 1,50 m de large. Le monument est ruiné : la table étant à 1 mètre du sol et un arbre a poussé en plein milieu.

## Folklore
Son nom de Bonnes Dames provient des fées, comme on les nommait autrefois.

## Galerie

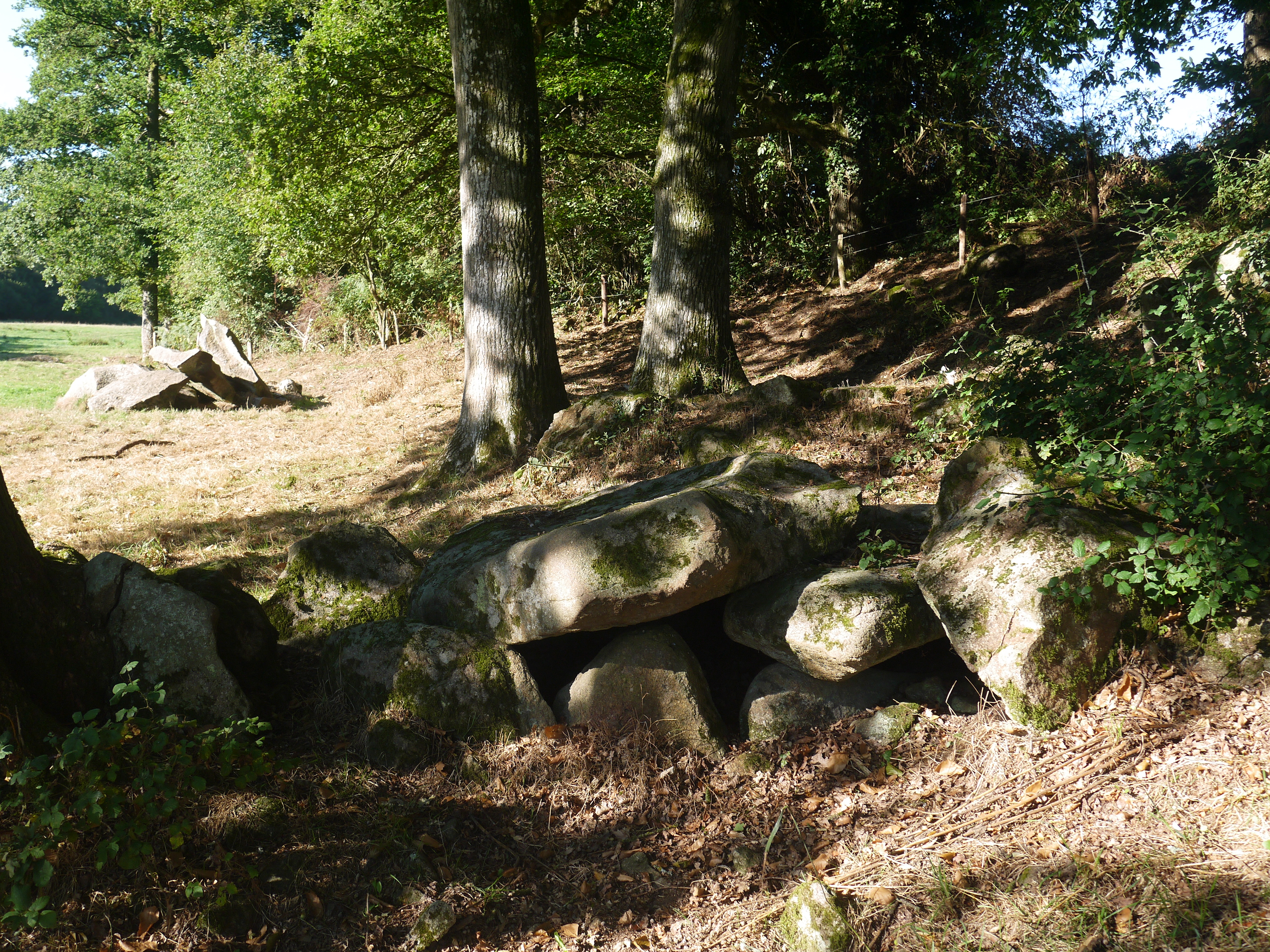
La table principale.
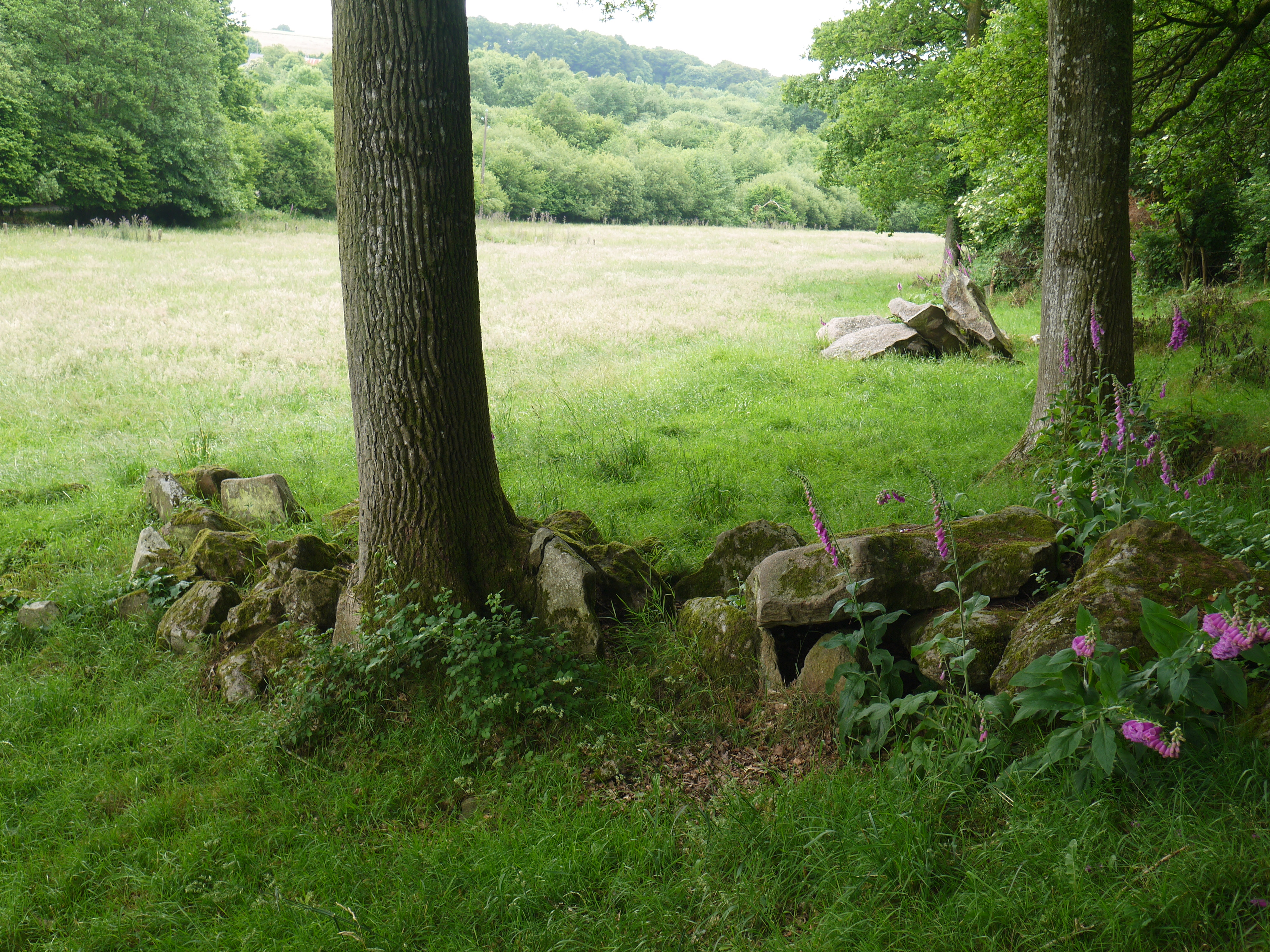
Vue d'ensemble.
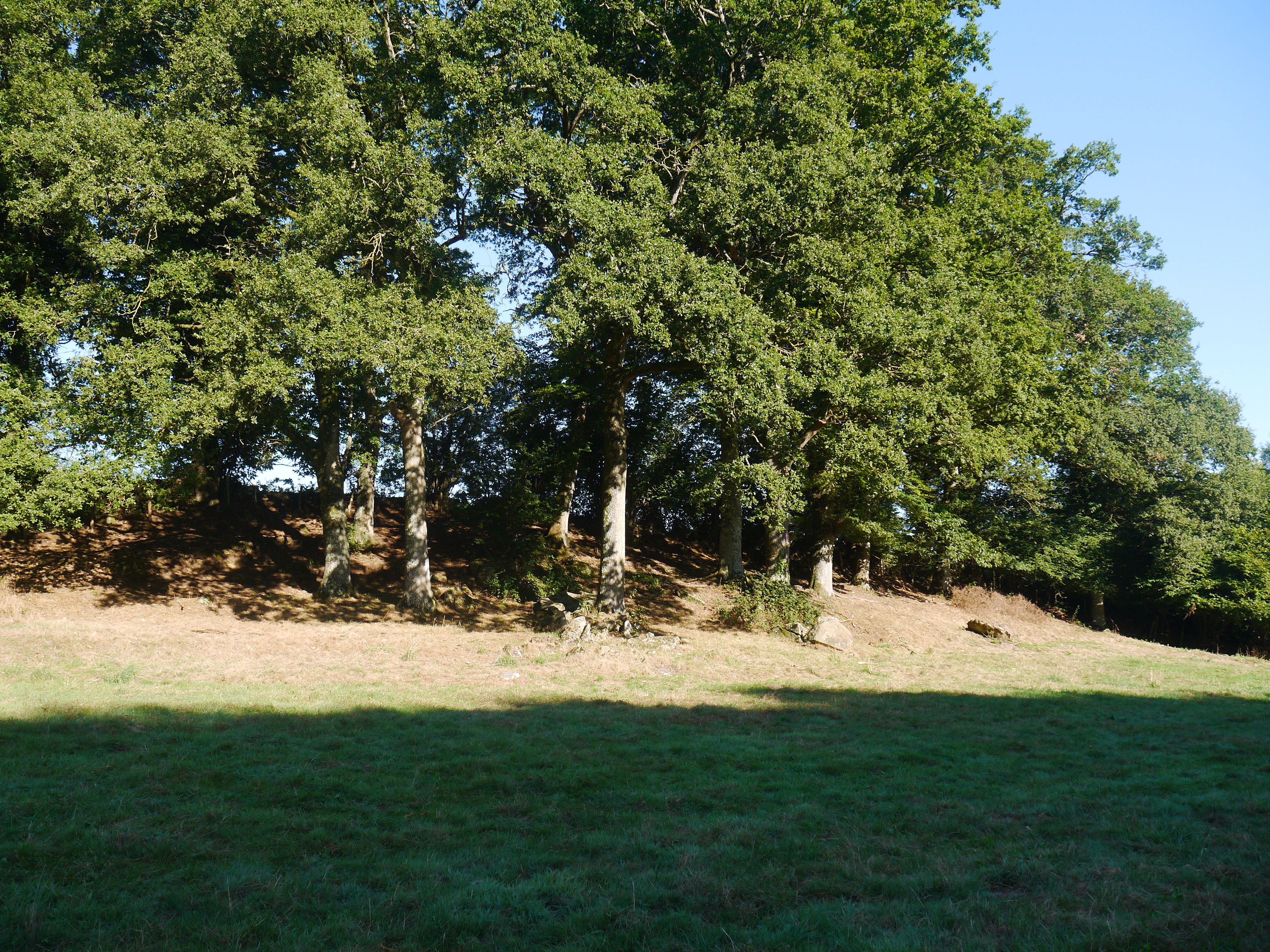
Le site vu de la route.